# Israel Hands
Israel Hands, znany także jako Basilica Hands (zm. prawdopodobnie ok. 1724 w Londynie) – pirat, kapitan, jeden z najważniejszych oficerów Edwarda „Czarnobrodego” Teacha.

## Życiorys

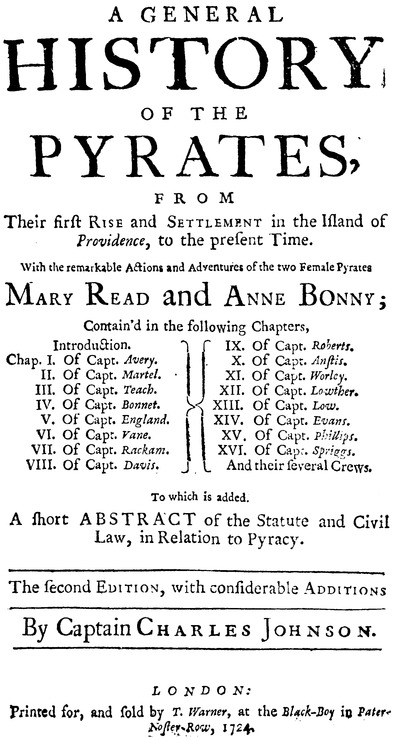
Strona tytułowa A General History of the Pyrates, głównego źródła informacji nt. życia Handsa

Na przełomie 1717 i 1718, Hands pod dowództwem Czarnobrodego uczestniczył w działalności pirackiej u wybrzeży Ameryki Środkowej.
Pierwsze bezpośrednie informacje na jego temat pojawiają się przy okazji wydarzeń z 1718, kiedy to Teach wyznaczył go na dowódcę okrętu Adventure, należącego wcześniej do Davida Herriota. Czarnobrody, który siłą przejął kontrolę nad slupem Herriota i zmusił go do przyłączenia się doń, przekazał lojalnemu Handsowi dowództwo nad nowo zdobytą jednostką. Flotylla piratów pożeglowała następnie ku wybrzeżom Północnej Karoliny. 
Latem 1718 w okolicach przesmyku Topsail okręt flagowy Teacha, Queen Anne’s Revenge, osiadł na mieliźnie, a w ślad za nim statek dowodzony przez Handsa, który podpłynął z pomocą. Według niektórych autorów osadzenie statków było częścią planu Czarnobrodego, chcącego ograniczyć liczebność swojej floty. Teach, Hands oraz inny z dowódców, kapitan Stede Bonnet, odpłynęli na pozostałych okrętach, zostawiwszy część załogi na pastwę losu. 
Według relacji Charlesa Johnsona, autora General History of the Pyrates, Hands w bliżej nieokreślonym czasie uległ wypadkowi – został postrzelony w nogę przez Czarnobrodego; dowódca celował w innego pirata, chcąc zapewnić sobie posłuch wśród załogi, chybił jednak i kula trafiła w Handsa. Według niektórych opracowań Teach postrzelił Handsa celowo. W czerwcu 1718 piraci uzyskali amnestię i na krótki czas osiedlili się w okolicach Bath. Późnym latem lub jesienią 1718, kiedy Czarnobrody powrócił do działalności przestępczej, ranny Hands nie dołączył doń i pozostał w Karolinie.
W listopadzie 1718 Teach zginął w walce z brytyjską eskadrą pościgową dowodzoną przez Roberta Maynarda. W tym czasie Hands przebywał wciąż w okolicach Bath, lecząc się z postrzału zadanego przez Teacha. Został zaaresztowany przez Brytyjczyków w akcji oczyszczania wybrzeży Karoliny z niedobitków załogi Czarnobrodego. Wraz z kilkunastoma innymi aresztantami przetransportowany został do Williamsburga w Wirginii – tam przeprowadzono śledztwo i proces. Hands został ułaskawiony i po kilku miesiącach (marzec 1719) uwolniony, prawdopodobnie w zamian za wyczerpujące zeznania; obciążały one innych piratów, jak również rządzących Karoliną Północną, skorumpowanych i potajemnie sprzyjających w owym czasie Czarnobrodemu. Według mało prawdopodobnej relacji Charlesa Johnsona, tuż przed egzekucją pirata do portu miał przypłynąć statek z informacją, że król przedłużył okres obowiązywania amnestii dla piratów, co miało uratować Handsowi życie. Według Angusa Konstama, autora biografii Teacha, poza obszernymi zeznaniami Hands zdołał także udowodnić, że nie brał bezpośredniego udziału w ataku na francuski statek kupiecki, za który to czyn załoga Czarnobrodego była w pierwszej kolejności sądzona.
Ustalenie dalszych jego losów nastręcza trudności. Według relacji General History of the Pyrates miał on żyć w Londynie jako żebrak; prawdopodobnie autor tegoż opracowania znał osobiście Handsa i na podstawie jego opowieści opracowywał biografię Czarnobrodego.

## W kulturze

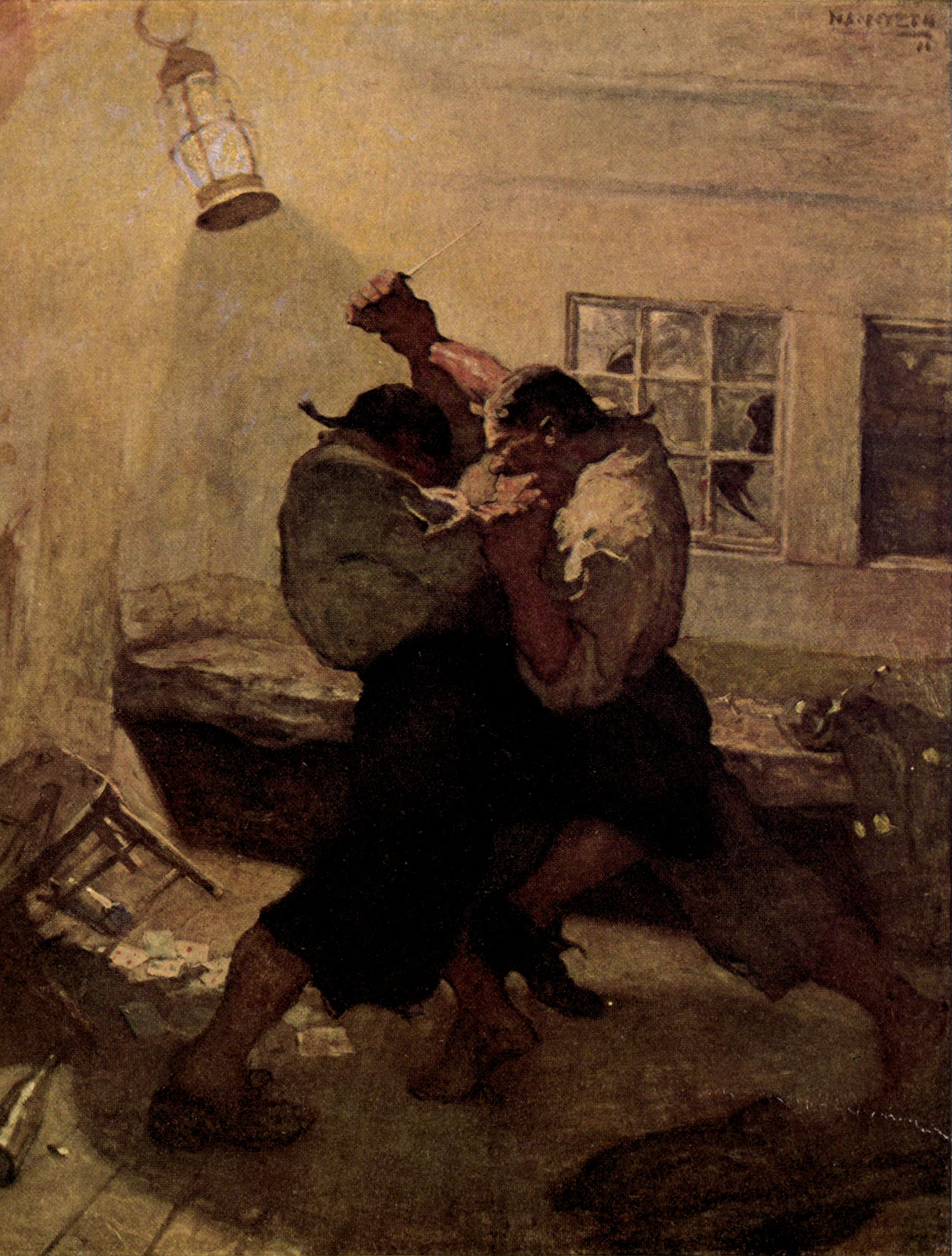
The Fight in the Cabin – pijacka bójka Handsa i O'Briana na Hispanoli, NC Wyeth, ilustracja dla jednego z wydań Wyspy Skarbów Roberta Louisa Stevensona

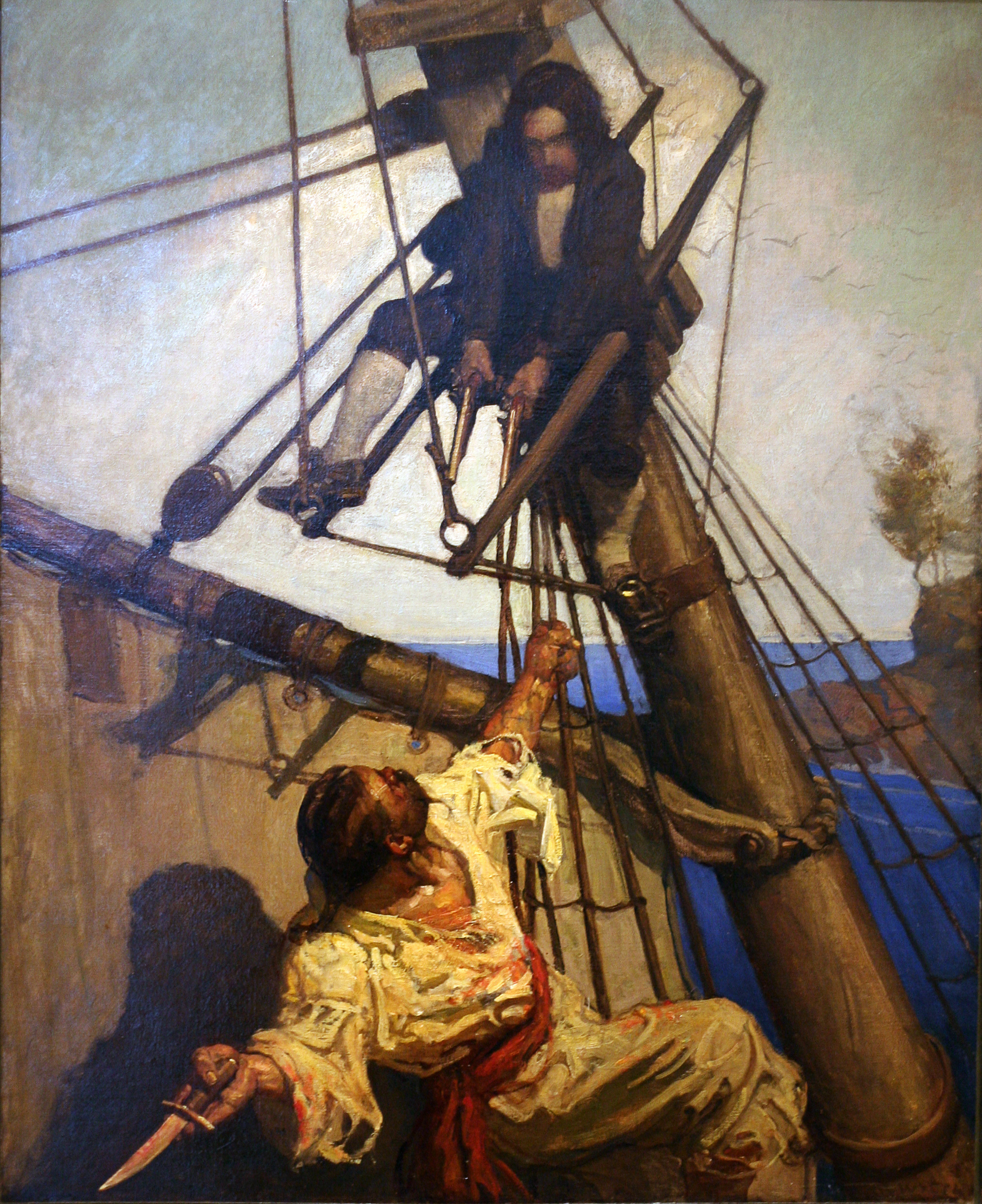
One More Step, Mr. Hands, NC Wyeth, ilustracja dla jednego z wydań Wyspy Skarbów Roberta Louisa Stevensona.

Postać Israela Handsa pojawia się między innymi na kartach powieści Wyspa Skarbów pióra R. L. Stevensona (przedstawiony jest jako oficer na Hispanioli, były puszkarz kapitana Flinta i jeden z antagonistów głównego bohatera, Jima Hawkinsa), a także w licznych adaptacjach tejże powieści i innych dziełach mniej lub bardziej bezpośrednio korespondujących z nią. Jest jedną z epizodycznych postaci gry komputerowej Assassin’s Creed IV: Black Flag, pojawia się też w czwartym sezonie serialu Black Sails. Biografia Handsa stanowiła inspirację dla drugoplanowej postaci Izzy’ego Handsa w serialu komediowo–romantycznym Nasza bandera znaczy śmierć, którego głównymi bohaterami są Teach i Bonnet. W postać Izzy’ego wciala się tam Con O’Neill. 